# Brachyscleroma nepalensis
Brachyscleroma nepalensis là một loài tò vò trong họ Ichneumonidae.